# Турлубаєв Халіжан Аубакірович
Халіжан Аубакірович Турлубаєв (10 січня 1955, аул Дюсембай, тепер Шербакульського району Омської області, Російська Федерація) — радянський діяч, начальник будівельного управління «Культпобутбуд» тресту «Казмідьбуд» міста Джезказган Казахської РСР. Член ЦК КПРС у 1990—1991 роках.

## Життєпис
У 1973 році працював робітником Кзилтуської районної заготівельної контори Кокчетавської області Казахської РСР.
З 1973 по 1975 рік служив у Радянській армії.
У 1975—1976 роках — абітурієнт підготовчого відділення Цілиноградського сільськогосподарського інституту.
У 1976—1980 роках — муляр-монтажник будівельного управління «Культпобутбуд» тресту «Казмідьбуд» міста Джезказган Казахської РСР.
Член КПРС з 1979 року.
У 1980—1990 роках — бригадир будівельного управління «Культпобутбуд» тресту «Казмідьбуд» міста Джезказган Казахської РСР.
У 1982 році закінчив Джезказганський будівельний технікум Казахської РСР.
З липня 1990 року — начальник будівельного управління «Культпобутбуд» тресту «Казмідьбуд» міста Джезказган Казахської РСР.
З 1990 року навчався в Джезказганській філії Карагандинського політехнічного інституту Казахської РСР.
Подальша доля невідома.